# Associazione Calcio Lecco 1951-1952
Questa voce raccoglie le informazioni riguardanti l' Associazione Calcio Lecco nelle competizioni ufficiali della stagione 1951-1952.

## Stagione
Nella stagione 1951-1952 il Lecco disputa il girone A del campionato di Serie C, con 42 punti si piazza in quinta posizione, solo le prime quattro il Vigevano che con 51 punti ha vinto il torneo, la Sanremese, il Pavia e l'Alessandria resteranno nel nuovo campionato di Serie C a girone unico, tutte le altre, Lecco compreso, scendono nella IVª Serie, il quarto livello del calcio nazionale.
La mannaia dell'ennesima riforma dei campionati torna ad incombere sulla testa del Lecco, la Serie C riconquistata da una stagione, sarà di nuovo persa per un soffio. Infatti la decisione federale di ridurla da quattro raggruppamenti ad un unico girone a livello nazionale, obbliga i blucelesti per salvarsi, a giungere tra le prime quattro della classifica. Un torneo maiuscolo quello disputato della truppa guidata da Hugo Lamanna non è bastato per raggiungere l'obiettivo. Il presidente Mario Ceppi deve rimpiazzare l'attaccante Marcello Vecchio ritornato al Milan, porta in riva al Lario Armando Bicicli e Antonio Caprioli in avanti e Luigi Zannier nel reparto difensivo. La squadra fa dei "Cantarelli" la propria rocca inespugnabile, il campo rimane imbattuto, ma in trasferta un rendimento mediocre con solo 13 punti ottenuti, rispetto ai 29 interni, ed ecco che il Lecco chiude beffardamente al quinto posto, prima delle escluse a rimanere in Serie C, e dopo tanti sacrifici si trova di nuovo in quarta serie.

## Rosa
| N. |                   | Ruolo | Calciatore                    |
| -- | ----------------- | ----- | ----------------------------- |
|    | Italia (bandiera) | A     | Armando Bicicli               |
|    | Italia (bandiera) | A     | Antonio Caprioli              |
|    | Italia (bandiera) | A     | C. Cornia                     |
|    | Italia (bandiera) | A     | Umberto Corradi               |
|    | Italia (bandiera) | C     | Piero Fioroni                 |
|    | Italia (bandiera) | A     | Giovanni Battista Fracassetti |
|    | Italia (bandiera) | C     | Armando Ghedini               |
|    | Italia (bandiera) | C     | Renato Luosi                  |
|    | Italia (bandiera) | C     | Giovanni Martorelli           |

| N. |                   | Ruolo | Calciatore         |
| -- | ----------------- | ----- | ------------------ |
|    | Italia (bandiera) | A     | Carlo Mazza        |
|    | Italia (bandiera) | D     | Luigi Origgi       |
|    | Italia (bandiera) | P     | Paolo Pellucchi    |
|    | Italia (bandiera) | A     | Pietro Radaelli    |
|    | Italia (bandiera) | C     | Ildefonso Redaelli |
|    | Italia (bandiera) | P     | Vincenzo Rigamonti |
|    | Italia (bandiera) | C     | C. Sacchi          |
|    | Italia (bandiera) | D     | Luigi Zannier      |

## Risultati

### Girone di andata
| Arbitro: | Mazzoni (Parma) |

|                                        |           |  |
| A. Bicicli 10’ Cornia 82’ Caprioli 87’ | Marcatori |  |

| Arbitro: | De Marchi (Pordenone) |

|                                       |           |             |
| Gottardo 5’ Gazzaniga 34’ Ganelli 86’ | Marcatori | 12’ Ghedini |

| Arbitro: | Mori (Cremona) |

|                                                               |           |             |
| Cornia 8’ A. Bicicli 20’ Caprioli 43’, 58’ Corradi 52’ (rig.) | Marcatori | 35’ Caretti |

| Arbitro: | Bianchi (Modena) |

|               |           |                |
| Aliprandi 18’ | Marcatori | 29’ A. Bicicli |

| Arbitro: | Gambarotta (Genova) |

|           |           |  |
| Luosi 54’ | Marcatori |  |

| Arbitro: | Bucciarelli (Livorno) |

|                |           |              |
| Bacciarello 2’ | Marcatori | 52’ Caprioli |

| Arbitro: | Ruscone (Torino) |

|                         |           |             |
| Corradi 30’, 50’ (rig.) | Marcatori | 66’ Ronconi |

| Arbitro: | Pirali (Gallarate) |

|              |           |  |
| Barberis 74’ | Marcatori |  |

| Arbitro: | Tosi (Lodi) |

|  |           |                |
|  | Marcatori | 56’ A. Bicicli |

| Arbitro: | Perucci (Verona) |

|                |           |  |
| A. Bicicli 26’ | Marcatori |  |

| Arbitro: | Longagnani (Modena) |

|                              |           |  |
| Colombo 35’ Valentinuzzi 86’ | Marcatori |  |

| Arbitro: | Pizzato (Mestre) |

|                              |           |  |
| Redaelli 6’, 35’ Corradi 27’ | Marcatori |  |

| Arbitro: | Vilella (Trieste) |

|            |           |  |
| Lulich 86’ | Marcatori |  |

| Arbitro: | Garzelli (Livorno) |

|            |           |             |
| Cornia 62’ | Marcatori | 20’ Plebani |

| Arbitro: | Contro (Vicenza) |

|              |           |                        |
| Benedetti 9’ | Marcatori | 30’ Cornia 59’ Corradi |

| Arbitro: | Molon (Verona) |

|                                              |           |             |
| Etrusco 57’ Brocca 60’ Palombella 81’ (rig.) | Marcatori | 20’ Corradi |

| Arbitro: | Martini (Cesena) |

|                                                        |           |            |
| Caprioli 58’ A. Bicicli 67’ Corradi 74’ Martorelli 75’ | Marcatori | 83’ Danova |

### Girone di ritorno
| Arbitro: | Ferrari (Mantova) |

|             |           |  |
| Bellomo 38’ | Marcatori |  |

| Arbitro: | Bernasconi (Firenze) |

|                        |           |                         |
| Origgi 16’ Corradi 59’ | Marcatori | 6’ Lavarino 90’ Ganelli |

| Arbitro: | Luzzi (Torino) |

|                                |           |                                 |
| Girola 44’ Donzelli 70’ (rig.) | Marcatori | 35’ (rig.) Corradi 65’ Redaelli |

| Arbitro: | Andreoni (Milano) |

|                            |           |  |
| A. Bicicli 22’ Corradi 55’ | Marcatori |  |

| Arbitro: | Canepa (Genova) |

|  |           |             |
|  | Marcatori | 17’ Corradi |

| Arbitro: | Fortina (Novara) |

|                    |           |                        |
| A. Bicicli 1’, 75’ | Marcatori | 5’ Mantero 90’ Vignolo |

| Varese 9 marzo 1952 24ª giornata | Varese           | 0 – 0 | Lecco | Stadio Franco Ossola\| Arbitro: \| Tibaldi (Savona) \| |
| Arbitro:                         | Tibaldi (Savona) |       |       |                                                        |

| Lecco 16 marzo 1952 25ª giornata | Lecco              | 0 – 0 | Casale | Stadio Mario Rigamonti\| Arbitro: \| Carletti (Bologna) \| |
| Arbitro:                         | Carletti (Bologna) |       |        |                                                            |

| Arbitro: | Vilella (Trieste) |

|                        |           |  |
| Origgi 48’ Corradi 52’ | Marcatori |  |

| Arbitro: | Pizzato (Mestre) |

|                     |           |                |
| Ferro 35’ Mosca 77’ | Marcatori | 20’ A. Bicicli |

| Arbitro: | Rigato (Mestre) |

|                             |           |            |
| Redaelli 8’ Fracassetti 63’ | Marcatori | 4’ Savoini |

| Arbitro: | Scaramella (Roma) |

|                                       |           |  |
| Rao 22’ Celani 39’, 62’ Codevilla 80’ | Marcatori |  |

| Lecco 20 aprile 1952 30ª giornata | Lecco            | 0 – 0 | Vigevano | Stadio Mario Rigamonti\| Arbitro: \| Tibaldi (Savona) \| |
| Arbitro:                          | Tibaldi (Savona) |       |          |                                                          |

| Ponte San Pietro 27 aprile 1952 31ª giornata | Ponte San Pietro    | 0 – 0 | Lecco | Stadio Matteo Legler\| Arbitro: \| Gambarotta (Genova) \| |
| Arbitro:                                     | Gambarotta (Genova) |       |       |                                                           |

| Arbitro: | Tramonti (Forlì) |

|             |           |  |
| Corradi 20’ | Marcatori |  |

| Arbitro: | Vilella (Trieste) |

|                          |           |  |
| A. Bicicli 45’ Luosi 71’ | Marcatori |  |

| Arbitro: | Capriata (Genova) |

|          |           |                          |
| Corti 5’ | Marcatori | 75’ Luosi 82’ Martorelli |